# 主筆

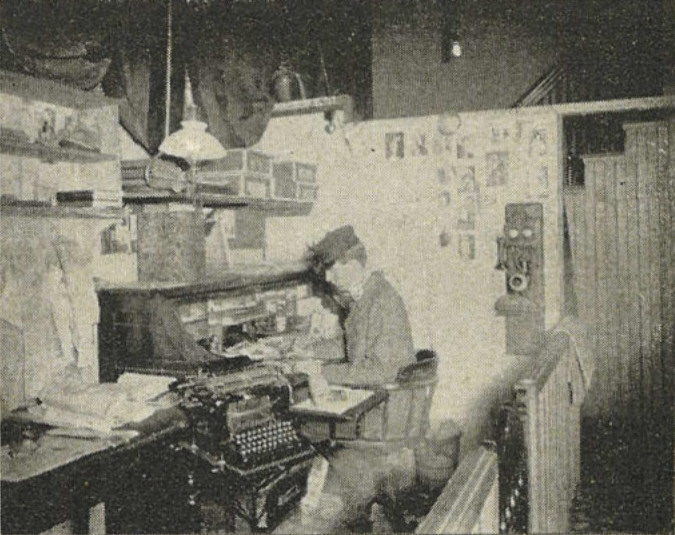
几十年前的主笔

主筆，是指報章雜誌中負責撰寫評論的人，其經常隸屬於各媒體單位之主筆室，其領導者經常被稱作總主筆。在報社裡，主筆室及總主筆聘請並洽商各界專家提供題材以作社論。

## 範例
- 「行文給蕪湖道，叫他查明蕪湖日報館東家是誰，主筆是誰，限日稟覆。」[3]